# Delonix
Delonix és un gènere de la subfamília Caesalpinioideae dintre de la família Fabaceae. Els components d'aquest gènere d'arbres són plantes de flors natius de Madagascar i de l'est d'Àfrica. El més conegut és el flamboyant (Delonix regia).

## Espècies acceptades
- Delonix adansonioides
- Delonix baccal
- Delonix boivinii
- Delonix boiviniana
- Delonix brachycarpa
- Delonix decaryi
- Delonix elata
- Delonix floribunda
- Delonix leucantha
- Delonix pumila
- Delonix regia
- Delonix tomentosa
- Delonix velutina